# Леонид Якубович
Леонид Аркадиевич Якубович е руски актьор, продуцент, сценарист, шоумен, водещ на телевизионното предаване-игра „Поле чудес“ („Поле на чудесата“). Баща му Аркадий Соломонович Якубович (1913 – 1983) е инженер, началник на конструкторско бюро, а майка му Римма Семьоновна Якубович (по баща Шенкер, 1919-2005) е лекар-гинеколог.
Като ученик работи в експедиция в Сибир, за което е изключен от училище. Работи във фабрика за самолети като стругар и електротехник. Средно образование завършва във вечерно училище. Постъпва в Московския институт по електронно машиностроене, където играе в студентския театър за миниатюри. Премества се да учи в Московския инженерно-строителен институт „Куйбишев“. По време на следването в института играе в екип на КВН.